# 诺基亚5230
诺基亚 5230（Nokia 5230，美国市场称为“Nokia 5230 Nuron”）是一款由诺基亚公司推出的智能手机，支持WCDMA制式。这是一款外形类似于5800的直板手机，不过其没有前置摄像头且不属于“XpressMusic”系列，主摄像头為200万像素，不支持Wi-Fi。手机使用基于Symbian 9.4的S60第五版操作系统。
Nuron版5230预装了美国，加拿大和墨西哥地区的地图。在2010年1月，诺基亚宣布Ovi Maps将免费提供给包括Nokia 5230在内的多款智能手机免费使用，有超过180个国家的离线地图包可供下载。